# Rumpler Luftverkehr
Die Rumpler Luftverkehrs AG war eine der ersten zivilen Luftfahrtgesellschaften in Deutschland. Das Unternehmen wurde 1919 gegründet und existierte als Aktiengesellschaft von 1922 bis 1926.

## Vorgeschichte
Edmund Rumpler baute während des Ersten Weltkriegs in Berlin-Johannisthal und Augsburg einige sehr erfolgreiche Aufklärungsflugzeuge, die als Rumpler C-Typen bezeichnet wurden. Aufgrund der Bestimmungen des Versailler Vertrags war Deutschland Besitz und Bau von Militärflugzeugen verboten. Die Alliierten verlangten auch die Demontage des Berliner Rumpler-Werkes, das sich seitdem in Liquidation befand, aber weiterhin als Zulieferbetrieb produzierte. In Augsburg wurde 1919 eine Abteilung der Bayerischen Rumpler-Werke mit dem Namen Rumpler-Luftverkehr geschaffen. Diese Abteilung operierte unter der Leitung des späteren MAN-Direktors Otto Meyer mit insgesamt 17 Flugzeugen, darunter 13 modifizierte Rumpler C.I. Im März desselben Jahres erhielt das Unternehmen die vierte Lizenz für ein ziviles Luftfahrtunternehmen vom Reichsluftamt. Das Streckennetz umfasste die Linien Berlin–Leipzig und Leipzig–München–Augsburg, auf denen ab Juni 1919 täglich bis zu drei Passagiere befördert werden konnten.

## Gründung der Aktiengesellschaft
Am 30. September 1922 wurde in München die Luftverkehrsabteilung der Rumpler-Werke in eine Aktiengesellschaft überführt und am 30. November 1922 ins Handelsregister eingetragen. Hauptaktionäre waren die Rumpler-Werke Berlin-Johannisthal i.L., die Bayerischen Rumpler-Werke und das Junkers Flugzeugwerk, Dessau. Die Rumpler-Werke brachten 6 Rumpler C.I und zwei Junkers F 13 in das Unternehmen ein, während Junkers und zwei weitere Aktionäre das Kapital von insgesamt 500.000 Papiermark beisteuerten. Vorstandsmitglieder waren Edmund Rumpler (Vorsitzender), Hugo Junkers (stellvertretender Vorsitzender) sowie die Direktoren Albert Mühlig-Hofmann, Albert Albeck und Gottfried Kaufmann.

## Flugziele
Es wurde die Strecke München–Nürnberg/Fürth–Dessau–Berlin bedient, durch Kooperationen mit der schweizerischen Ad Astra Aero und der Österreichischen Luftverkehrs AG entstanden durchgehende Verbindungen von Berlin nach Zürich und Wien.
Im Laufe des Jahres 1923 erwirtschaftete das Unternehmen hohe Schulden, unter anderem verursacht durch zwei Bruchlandungen der beiden Junkers F 13. Ein regelmäßiger Flugbetrieb konnte nicht aufrechterhalten werden. Ende 1923 trat die Rumpler Luftverkehr der Transeuropa-Union (TREU) bei, einer Kooperation der süddeutschen, österreichischen und schweizerischen Luftverkehrsgesellschaften unter der Führung der Junkers Luftverkehr AG. Mit den beiden Junkers F 13 wurde die Strecke München–Berlin bedient. 1924 wurde das Streckennetz um die Linie Frankfurt am Main–Nürnberg/Fürth–München erweitert.

## Liquidation
Es gelang der Geschäftsführung nicht, das Unternehmen in die Gewinnzone zu führen. Nachdem für 1925 erneut Verluste von über 10.000 Reichsmark hatten ausgewiesen werden müssen, einigten sich die Aktionäre im Juli 1926 auf die Liquidation; die verbliebenen Flugzeuge wurden an die Deutsche Luft Hansa verkauft. Ein wesentlicher weiterer Grund dafür war auch, dass 1925/1926 das  Reichsfinanzministerium signalisiert hatte, dass es nur bereit wäre maximal eine größere Luftfahrtgesellschaft mit einer staatlichen Beteiligung oder verdeckter Finanzierung, aus den Schwierigkeiten dieser Entwicklungszeit für den Luftverkehr zu helfen.